# Guérande

Guérande este o comună în departamentul Loire-Atlantique, Franța. În 2009 avea o populație de 15,446 de locuitori.